# 스콧 맥토미니
스콧 프랜시스 맥토미니(영어: Scott Francis McTominay, 1996년 12월 8일~)은 나폴리에서 미드필더로 활약하고 있는 스코틀랜드의 축구 선수이다.

## 클럽
맥토미니는 프리미어리그 2016-17 36라운드 경기 아스널과의 경기에서 데뷔했다. 이후 몇차례 선발출전 기회를 잡았으며, 교체로도 출전하여 무난한 경기력을 선보였다. 2021년 4월 12일 토트넘 전에서 손흥민 얼굴을 때린 것으로 유명하다.

## 국가대표팀
맥토미니는 잉글랜드에서 태어나 잉글랜드에서 쭉 자랐지만, 그의 조상이 스코틀랜드계이기에 한 언론과의 인터뷰에서 "자신은 잉글랜드 대표팀보다는 스코틀랜드 대표팀을 선호한다"고 밝혔다.
그 후 맥토미니는 잉글랜드와 스코틀랜드 중 최종적으로 스코틀랜드 대표팀을 선택하였고, 2018년 3월 23일 코스타리카와의 친선경기에서 데뷔전을 치렀다.

## 경력 통계
2018년 3월 17일 기준
| 클럽                | 시즌      | 리그         | 리그 | 리그 | FA 컵 | FA 컵 | 리그 컵 | 리그 컵 | 유럽 | 유럽 | 기타 | 기타 | 합계 | 합계 |
| 클럽                | 시즌      | 리그         | 출장 | 골   | 출장  | 골    | 출장    | 골      | 출장 | 골   | 출장 | 골   | 출장 | 골   |
| ------------------- | --------- | ------------ | ---- | ---- | ----- | ----- | ------- | ------- | ---- | ---- | ---- | ---- | ---- | ---- |
| 맨체스터 유나이티드 | 2016–17   | 프리미어리그 | 2    | 0    | 0     | 0     | 0       | 0       | 0    | 0    | 0    | 0    | 2    | 0    |
| 맨체스터 유나이티드 | 2017–18   | 프리미어리그 | 8    | 0    | 3     | 0     | 3       | 0       | 4    | 0    | 0    | 0    | 18   | 0    |
| 경력 합계           | 경력 합계 | 경력 합계    | 10   | 0    | 3     | 0     | 3       | 0       | 4    | 0    | 0    | 0    | 20   | 0    |